# Suwayq
Suwayq (ou As Suwayq) est une ville côtière du Nord du Sultanat d'Oman, située dans la région Al Batinah, entre Sohar et Barka.